# Karel Trtílek
Karel Trtílek (* 1940) je bývalý český hokejový útočník.

## Hokejová kariéra
V československé lize hrál za ZJS Zbrojovka Spartak Brno a TJ Gottwaldov. Za Gottwaldov odehrál 6 ligových sezón, nastoupil ve 170 ligových utkáních, dal 55 gólů a měl 21 asistencí.

## Klubové statistiky
| Sezona    | Klub          | Soutěž  | Základní část | Základní část | Základní část | Základní část | Základní část |
| Sezona    | Klub          | Soutěž  | Z             | G             | A             | B             | TM            |
| --------- | ------------- | ------- | ------------- | ------------- | ------------- | ------------- | ------------- |
| 1963/1964 | TJ Gottwaldov | 1. liga | 19            | 10            | 3             | 13            | 4             |
| 1964/1965 | TJ Gottwaldov | 1. liga | 31            | 16            | 6             | 22            | 34            |
| 1965/1966 | TJ Gottwaldov | 1. liga | 33            | 12            | 3             | 15            | 6             |
| 1966/1967 | TJ Gottwaldov | 1. liga | 24            | 3             | 0             | 3             | 0             |
| 1967/1968 | TJ Gottwaldov | 1. liga | 36            | 8             | 8             | 13            | -             |
| 1968/1969 | TJ Gottwaldov | 1. liga | 27            | 6             | 4             | 10            | -             |